# Domingo Manrique
Domingo Manrique, född den 24 februari 1962 i Las Palmas de Gran Canaria, är en spansk seglare.
Han tog OS-guld i Flying Dutchman i samband med de olympiska seglingstävlingarna 1992 i Barcelona.